# K2 (canal de televiziune)
K2 este un canal de televiziune gratuit deținut de Warner Bros. Discovery EMEA, o divizie a Warner Bros. Discovery, pentru copii între vârstele de 4 și 14 ani. Sediul social se află în Roma. A fost lansat pe 4 octombrie 2004 ca o sindicare operată de subsidiara italiană a Fox Kids Europe, Fox Kids Italy S.r.l.